# Echo SSS-101
Echo SSS-101 – samochodowy, stereofoniczny odbiornik radiowy produkowany w latach siedemdziesiątych przez Zakłady Radiowe UNITRA DIORA z Dzierżoniowa. Przystosowany do montażu w samochodach z instalacją z „minusem” połączonym z masą (karoserią). Odbiornik mógł współpracować ze stereofonicznym magnetofonem lub odtwarzaczem samochodowym, przystawką krótkofalową, a także z automatycznie wysuwaną anteną.

## Podstawowe dane techniczne
- zakresy fal:
  - dla fal długich 150–285 kHz,
  - dla fal średnich I 525–930 kHz,
  - dla fal średnich II 910–1605 kHz,
  - dla fal krótkich 5,95–6,20 MHz,
  - dla fal ultrakrótkich 65,5–73 MHz.
- budowa:
  - 17 tranzystorów, 3 układy scalone (2× UL1481 i UL1601), strojenie za pomocą warikapów[2]
- zasilanie:
  - 12 V – „minus” na obudowie